# Saint-Joseph-des-Bancs
Saint-Joseph-des-Bancs település Franciaországban, Ardèche megyében. Lakosainak száma 191 fő (2022. január 1.). Saint-Joseph-des-Bancs Genestelle, Gourdon, Saint-Andéol-de-Vals és Saint-Julien-du-Gua községekkel határos.

## Népesség
A település népessége az elmúlt években az alábbi módon változott:
| Lakosok száma | 188  | 160  | 169  | 189  | 194  | 191  | 174  | 173  | 174  | 191  |
|               | 1968 | 1982 | 1990 | 2006 | 2013 | 2015 | 2017 | 2019 | 2020 | 2022 |